# HD98000
HD98000 — хімічно пекулярна зоря спектрального класу
B9 й має видиму зоряну величину в смузі V приблизно 10,5.

## Пекулярний хімічний склад
Зоряна атмосфера HD98000 має підвищений вміст 
Si
.